# Maxim Mărturisitorul
 Maxim Mărturisitorul (n. 579 d.Hr., Palestina, Iordania – d. 13 august 662 d.Hr., Tsageri⁠(d), Racia-Lecihumi și Svanesia Inferioară⁠(d), Georgia) a fost un monah și mistic bizantin, autorul unor opere importante pentru teologia creștină. Textele sale mistice au fost incluse în Filocalia. Tratează mai ales despre iubire ca și concept creștin, dar are și o importantă exegeză asupra unor autori cum ar fi Dionisie Areopagitul sau Grigore de Nazianz. Supranumele „Mărturisitorul” provine din faptul că nu a cedat insistențelor imperiale de a trece la monotelism, în ciuda torturilor la care a fost supus.
Din punct de vedere filosofic, folosește un vocabular platonician, abordând și subiecte de interes pentru istoria filosofiei, cum ar fi problema cunoașterii, probleme ontologice, cosmologice și antropologice.
În tinerețe, Maxim a fost funcționar public și consilier al împăratului bizantin Heraclius. În orice caz, a părăsit viața politică pentru a se călugări. Maxim a studiat diferite școli de filosofie și, fapt obișnuit în acele timpuri, dialogurile platonice, operele lui Aristotel și diferiți comentatori platonici ai lui Aristotel și Platon, precum Plotin, Porfirie, Iamblichus și Proclus. Când unul din prietenii săi a început să expună poziția hristologică numită monotelism, Maxim a fost atras în această controversă, susținând interpretarea calcedoniană potrivit căreia Isus Cristos a avut voință atât divină cât și umană. Maxim este cinstit atât în Biserica Ortodoxă cât și în Biserica Catolică. A fost în cele din urmă persecutat pentru pozițiile sale hristologice; în urma unui proces, i-au fost mutilate limba și mâna dreaptă. 
A fost apoi exilat și a murit pe 13 august 662 la Tsageri⁠(d), Georgia de azi. Teologia sa a fost susținută de Al Șaselea Sinod Ecumenic și a început să fie cinstit ca sfânt la scurt timp după moarte. Pe parcursul anului are două zile de prăznuire: 13 august și 21 ianuarie. Titlul de „mărturisitor” înseamnă că a suferit pentru credința creștină, dar n-a fost ucis ca martir.

## Viața
Sfântul Maxim Mărturisitorul s-a născut într-o familie nobilă, în apropierea Constantinopolului. Rămas orfan la vârsta de 9 ani, a fost încredințat unei mănăstiri din Palestina. În 614 se retrage la o mănăstire din Chrysopolis, pe malul estic al Bosforului, iar după alți 10 ani se mută în Mănăstirea Sfântul Gheorghe din Cizic. În 626 va pleca și de acolo. Se găsește apoi mai mult timp în Cartagina, tot ca monah, unde, în anul 646 are o dispută cu viitorul și fostul patriarh al Constantinopolului, Pyrrhos.
Devine principalul apărător al ortodoxiei creștine împotriva ereziei monotelite.
În anul 649 a ajuns la Roma, unde a pregătit sinodul condus de Papa Martin I, de condamnare a monotelismului. Deoarece împăratul Constans al II-lea susținea monotelismul, Maxim a fost adus cu forța la Constantinopol în 653, împreună cu papa Martin. În anul 655 au fost amândoi condamnați. Sf. Maxim a fost trimis în exil la Bizya, în Tracia, iar papa Martin I a fost exilat în Crimeea, unde a murit.
În anul 656 împăratul Constans al II-lea l-a adus pe Maxim din nou la Constantinopol și încearcă să îl determine să treacă de partea monoteliștilor, dar Maxim a refuzat. A fost torturat și trimis din nou în exil, la Terebesis, în Tracia.
În anul 662 a fost adus din nou la Constantinopol, cu noi persuasiuni de trecere la monotelism. Refuză a doua oară, este torturat, împreună cu ucenicul său Anastasie, prin tăierea limbii și a mâinii drepte.
A fost trimis din nou în exil, pe coasta orientală a Mării Negre. Acolo a murit la vârsta de 82 de ani, epuizat de torturi dar fără să fi făcut vreo abatere de la dreapta credință.

## Opera
În perioada de la Cizic a scris:
- Epistole adresate lui Ioan Cubicularul
- Cuvânt ascetic
- Capetele despre dragoste
- Cele 100 capete despre cunoaștere.

În perioada 626-634 a scris a doua grupă de texte:
- Despre diferite locuri cu multe și adânci înțelesuri din Sfinții Dionisie și Grigore
- Explicare la Tatăl Nostru
- Cele 200 capete despre teologie și iconomia întrupării
- Despre cunoaștere
- Quaestiones ad Thalasium
- Mystagogia

## Gândirea

### Scurtă prezentare
Concepția Sfântului Maxim Mărturisitorul este marcată de scrierile Sf. Dionisie Areopagitul. 
Vocabularul platonician prezent în textele Sf. Maxim Mărturisitorul conferă acestora o valoare filosofică însemnată. Dacă aristotelismul poate fi urmărit lexical în Scolastica Apuseană și conectat astfel la gândirea modernă, destinul platonismului în Evul Mediu interferă până la un moment dat cu opera gânditorilor bizantini. 
Recuperarea platonismului în Renașterea Occidentală va avea loc și prin intermediul unor minți infuzate de platonismul oriental, cum va fi cazul lui Nicolaus Cusanus, inspirat cu siguranță de textele lui Maxim Mărturisitorul.
Accentul care identifică gândirea sa este ideea conform căreia întregul Cosmos are un model liturgic și fractalic: întregul este prezent în fiecare parte iar părțile nu alcătuiesc Unitatea prin simplă însumare.